# Sportåret 1923

## Händelser

### Bandy
- 25 februari - Västerås SK blir svenska mästare efter finalvinst över IF Linnéa med 2-1 på Stockholms stadion.[1][2]

### Baseboll
- 15 oktober - American League-mästarna New York Yankees vinner World Series med 4-2 i matcher över National League-mästarna New York Giants.[3]

### Cykel
- Henri Pélissier, Frankrike vinner Tour de France.
- Costante Girardengo, Italien vinner Giro d'Italia.

### Fotboll
- 1 januari - Mexiko spelar sin första officiella landskamp i fotboll, då man i Guatemala City besegrar Guatemala med 3-2.[4]
- 15 april - Gibraltar får ett inofficiellt landslag i fotboll, som i Spanien förlorar med 0-2 mot spanska klubblaget Sevilla FC.[5]
- 28 april - Bolton Wanderers FC vinner FA-cupfinalen mot West Ham United FC med 2-0 på Wembley Stadium.[6]
- 24 juni - Litauen spelar sin första officiella landskamp i fotboll, då man i Kaunas förlorar med 0-5 mot Estland.[7]
- 8 juli - GAIS besegrar AIK i finalen av Svenska serien. Finalen spelades i ett dubbelmöte där GAIS vann med 3–1 hemma och 2–0 borta.
- 18 september - Sovjet spelar sin första officiella landskamp i fotboll, då man i Tallinn vinner med 4-2 mot Estland.[8]
- 23 december – Uruguay vinner sydamerikanska mästerskapet i Buenos Aires före Argentina och Paraguay.[9]

- Okänt datum – Svenska serien:
  - AIK vinner den östra serien.
  - GAIS vinner den västra serien.
- Okänt datum – Bolton Wanderers FC vinner FA-cupen.
- Okänt datum – Celtic FC vinner skotska cupen.
- Okänt datum – Athletic Bilbao vinner Copa del Rey (spanska cupen).

#### Ligasegrare / resp lands mästare
- 21 oktober – AIK blir svenska mästare efter finalseger med 5–1 över IFK Eskilstuna.[10]
- Okänt datum – BK Frem vinner blir danska mästare.
- Okänt datum – Liverpool FC vinner engelska ligans första division.
- Okänt datum – Rangers FC vinner skotska ligan.
- Okänt datum – Hamburger SV blir tyska mästare. Okänt datum - Örebros sport klubb grundades

### Friidrott
- Clarence DeMar, USA vinner Boston Marathon.[11]
- april - Tredje Damspelen i friidrott inleds, Monte Carlo, Monaco

### Galoppsport
- 4 juni – Den amerikanska jockeyn Frank Hayes blir den första och hittills enda person som vunnit ett galopplöp efter döden, då han fått en hjärtinfarkt och avlidit under ett galopplöp på Belmont Park.

### Ishockey
- 4 mars - IK Göta vinner svenska mästerskapet efter en finalvinst över Djurgårdens IF med 3-0.[12]
- 10 mars - Spanien inträder i IIHF.[13]
- 11 mars - Sverige vinner Europamästerskapet i Antwerpen före Frankrike och Tjeckoslovakien.[14]
- 31 mars - Ottawa Senators vinner Stanley Cup efter finalvinst över Edmonton Eskimos med 2-0 i matcher.
- 28 december - Den första inomhusrinken i Italien invigs.[15]

### Konståkning

#### VM
- Herrar: Fritz Kuchler, Österrike
- Damer: Herma Szabo, Österrike
- Paråkning: Ludowika Jakobsson & Walter Jakobsson, Finland

#### EM
- Herrar: Willy Böckl, Österrike

### Motorsport
- 26 maj – Fransmännen André Lagache och René Léonard vinner det första Le Mans 24-timmars med en Chenard & Walcker.

### Skidor, nordiska grenar
- 4 mars - Oskar Lindberg, IFK Norsjö vinner Vasaloppet.[16] Margit Nordin blir den första kvinnan att åka Vasaloppet och den sista fram till 1981 i och med att kvinnor från och med 1924 förbjöds att delta.

#### SM
- 30 km vinns av John Lindgren, IFK Umeå. Lagtävlingen vinns av IFK Umeå
- 60 km vinns av Per-Erik Hedlund, Särna SK. Lagtävlingen vinns av IFK Norsjö
- Backhoppning vinns av Axel Herman Nilsson, Djurgårdens IF.
- Nordisk kombination vinns av Pelle Holmström, IF Friska Viljor.

### Tennis

#### Herrar
- 3 september - USA vinner International Lawn Tennis Challenge genom att finalbesegra Australien med 4-1 i Forest Hills.[17]

##### Tennisens Grand Slam
- Australiska öppna - Pat O'Hara Wood, Australien
- Wimbledon - Bill Johnston, USA
- US Open - Bill Tilden, USA

#### Damer

##### Tennisens Grand Slam
- Australiska öppna - Margaret Molesworth, Australien
- Wimbledon - Suzanne Lenglen, Frankrike tar den 6 juli sin femte raka slutseger i damsingelklassen.
- US Open - Helen Wills Moody, USA

## Rekord

### Friidrott
- 6 april – Marie Janderová, Tjeckoslovakien förbättrar världsrekordet i spjut, damer till 25,50 m
- 21 maj – Emmy Haux, Tyskland, förbättrar världsrekordet på 100 m damer  till 12,7 sek
- 26 maj – Elizabeth Stine, USA  förbättrar världsrekordet i höjdhopp damer  till 1,485 m
- 31 maj – Kamila Olmerova, Tjeckoslovakien förbättrar världsrekordet i spjut, damer till 26,10 m
- 14 juli – Hilda Hatt, Storbritannien  förbättrar världsrekordet i höjdhopp damer  till 1,50 m
- 16 juli – Adrienne Kaenel, Schweiz sätter världsrekordet i tresteg damer med 10,50 meter
- 22 juli – Charles Hoff, Norge förbättrar världsrekordet i stavhopp till 4,21 m
- 6 augusti – Sophie Eliott-Lynn, Storbritannien sätter också världsrekordet i höjdhopp damer med 1,485 m
- 20 augusti – Eileen Edwards, Storbritannien, förbättrar världsrekordet på 200 m damer till 26,2 sek
- 23 augusti - Paavo Nurmi, Finland förbättrar världsrekordet på 1 mile till 4.10,4 min
- 26 augusti – Františka Vlachova, Tjeckoslovakien förbättrar världsrekordet i spjut, damer till 27,30 m
- 2 september – Kamila Olmerova, Tjeckoslovakien tangerar världsrekordet i spjut, damer med 27,30 m
- 23 september
  - Yvonne Tembouret, Frankrike, förbättrar världsrekordet i diskus, damer till 27,39 m
  - Marie Mejzlíková II, Tjeckoslovakien förbättrar världsrekordet i längd, damer till 5,30 m

## Födda
- 11 januari - Carroll Shelby, amerikansk racerförare, pilot och bilkonstruktör.
- 13 januari - Wim Slijkhuis, nederländsk friidrottare.
- 8 juli - Harrison Dillard, amerikansk sprinter, 4 OS-guld.
- 1 september - Rocky Marciano, amerikansk världsmästare i tungviktsboxning 1952-56 (obesegrad).
- 7 september - Louise Suggs, amerikansk golfspelare.
- 9 december - Bror Mellberg, svensk fotbollsspelare och affärsman.

## Avlidna
- 4 september – Howdy Wilcox, 34, amerikansk racerförare.
- 4 juni – Frank Hayes, 22, amerikansk jockey.

## Bildade föreningar och klubbar
- 8 juni - IFK Holmsund[18]

### Fotnoter
1. ↑  Erik Jonsson (25 februari 1923). ”1920–1929”. Svenska Bandyförbundet. Arkiverad från originalet den 16 februari 2015. https://web.archive.org/web/20150216045601/http://www.svenskbandy.se/BANDYFINALEN/HISTORIK/Svenskamastare/Herrar/1920-1929/. Läst 18 mars 2020.
2. ↑  ”Västerås Sportklubbs SM-finaler i bandy”. VSK Forum. http://www.vskforum.com/vsk.nu/SM-finallag.html. Läst 21 juli 2011.
3. ↑  ”1923 World Series” (på engelska). Baseball-Reference.com. http://www.baseball-reference.com/postseason/1923_WS.shtml. Läst 16 juli 2015.
4. ↑  ”Mexico - International Results” (på engelska). RSSSF. http://www.rsssf.com/tablesm/mex-intres.html. Läst 20 augusti 2011.
5. ↑  ”Monaco International Matches” (på engelska). RSSSF. http://www.rsssf.com/tablesm/monaco-intres.html. Läst 20 augusti 2011.
6. ↑  ”England FA Challenge Cup 1922-1923” (på engelska). RSSSF. http://www.rsssf.com/tablese/engcup1923.html. Läst 19 augusti 2012.
7. ↑  ”Lithuania - International Results” (på engelska). RSSSF. http://www.rsssf.com/tablesl/lito-intres.html. Läst 20 augusti 2011.
8. ↑  ”Soviet Union - List of International Matches” (på engelska). RSSSF. http://www.rsssf.com/tablesu/ussr-intres.html. Läst 20 augusti 2011.
9. ↑  ”South American Championship 1923” (på engelska). RSSSF. http://www.rsssf.com/tables/23safull.html. Läst 16 augusti 2011.
10. ↑  Jimmy Lindahl (11 mars 2000). ”Svenska mästare i fotboll 1896–1925”. Bolletinen. http://www.bolletinen.se/sfs/allsvenskan/sm1896.pdf. Läst 10 oktober 2011.
11. ↑  ”Boston Marathon”. Arkiverad från originalet den 27 april 2015. https://web.archive.org/web/20150427035419/http://www.baa.org/races/boston-marathon/boston-marathon-history/past-champions/past-mens-open-champions.aspx. Läst 9 april 2011.
12. ↑  ”Championnat de Suède 1922/23” (på franska). Hockey Archives. 4 mars 1923. https://www.hockeyarchives.info/Suede1923.htm. Läst 15 augusti 2011.
13. ↑  ”Spain” (på franska). International Ice Hockey Federation. 10 mars 1923. https://www.iihf.com/en/associations/1368/spain. Läst 21 augusti 2011.
14. ↑  ”Championnats d'Europe 1923” (på franska). Hockey Archives. 11 mars 1923. https://www.hockeyarchives.info/Euro1923.htm. Läst 15 augusti 2011.
15. ↑  ”Year by Year News Headlines in Italy” (på engelska). AZ Hockey. 28 december 1923. Arkiverad från originalet den 6 september 2015. https://web.archive.org/web/20150906044045/http://www.azhockey.com/year/yearITALY.html. Läst 27 augusti 2011.
16. ↑  ”Historiska segrare”. Vasaloppet. Arkiverad från originalet den 22 mars 2020. https://web.archive.org/web/20200322121012/https://www.vasaloppet.se/wp-content/uploads/sites/1/2019/09/historiska_segrare_vasaloppet_sve_2019-09-18.pdf. Läst 5 september 2011.
17. ↑  ”Davis Cup”. http://www.daviscup.com/en/results/tie/details.aspx?tieId=10000721. Läst 20 augusti 2011.
18. ↑  Martin Alsiö (11 mars 2004). ”De allsvenska klubbarnas födelsedagar”. Bolletinen. http://www.bolletinen.se/sfs/allsvenskan/grundades.pdf. Läst 18 februari 2015.